# Vrachonisída Antítilos
Vrachonisída Antítilos är en obebodd ö i Grekland.   Den ligger i prefekturen Nomós Dodekanísou och regionen Sydegeiska öarna, i den sydöstra delen av landet, 400 km sydost om huvudstaden Aten. Arean är 0,83 kvadratkilometer.
Terrängen på Vrachonisída Antítilos är kuperad. Den sträcker sig 2,2 kilometer i nord-sydlig riktning, och 1,8 kilometer i öst-västlig riktning.
Antítilos är på grund av sin bergsterräng svåroåtkomlig. 

Klimatet i området är tempererat. Årsmedeltemperaturen i trakten är 19 °C. Den varmaste månaden är augusti, då medeltemperaturen är 26 °C, och den kallaste är februari, med 14 °C. Genomsnittlig årsnederbörd är 1 134 millimeter. Den regnigaste månaden är december, med i genomsnitt 236 mm nederbörd, och den torraste är juli, med 12 mm nederbörd.